# Microcharis butayei
Microcharis butayei är en ärtväxtart som först beskrevs av De Wild., och fick sitt nu gällande namn av Brian David Schrire. Microcharis butayei ingår i släktet Microcharis och familjen ärtväxter. Inga underarter finns listade i Catalogue of Life.